# تپه خرابه تپه
تپه خرابه تپه مربوط به دوران‌های تاریخی پس از اسلام است و در شهرستان بوئین‌زهرا، بخش آوج، روستای سیراب واقع شده و این اثر در تاریخ ۱۹ اسفند ۱۳۸۰ با شمارهٔ ثبت ۴۹۱۷ به‌عنوان یکی از آثار ملی ایران به ثبت رسیده است.